# Acrolecte et basilecte
En linguistique et sociolinguistique, le basilecte est la variété d'une langue la plus éloignée de sa variété de prestige, l'acrolecte. Quand on situe cette réalité sur une échelle différentielle de formes linguistiques, le basilecte et l'acrolecte se retrouvent aux deux extrémités d'un continuum. Dans ce rapport de forces, le basilecte tend à s'établir sur la base d'une déviance maximale par rapport à l'acrolecte.
Le terme a été proposé par William Alexander Stewart (en) en 1965, puis popularisé par Derek Bickerton au début des années 1970, qui introduit également le mésolecte, variétés intermédiaires situées entre le basilecte et l'acrolecte.
Ces variétés de langues ont parfois le statut de pidgin ou créoles. Quand les basilectes diffèrent suffisamment de leur acrolectes dans la prononciation, le vocabulaire et la grammaire, ils peuvent donner naissance à des langues « nouvelles ». Par exemple, les basilectes du latin vulgaire ont divergé considérablement de leur acrolecte, le latin classique, et se sont développés ultimement pour donner naissance aux différentes langues romanes.
Ce phénomène de diglossie, qui a presque disparu en France, est toujours bien vivant dans des régions comme la Flandre (néerlandais-flamand / volkstaal), la Scandinavie (riksmål-landsmål, en norvégien), ou l'Italie, et a longtemps existé en Europe (latin-roman). Dans la France médiévale, le latin était parfois présenté non pas comme une langue étrangère mais comme un autre registre de langage.